# Los Shakers
Los Shakers foi uma banda de rock uruguaia criada  pelos irmãos Fattoruso e dois amigos em 1963.

## Histórico
Los Shakers se reuniram pela primeira vez em 1963, tocando na boate "Hot Club" de Montevidéu. No início de 1964, depois de ouvir A Hard Day's Night dos Beatles, decidiram mudar de estilo e de país: foram para a Argentina.
Em 1964, a Beatlemania ainda estava longe de ser um fenômeno pop no país platino. A primeira banda local que tentou implantar o novo ritmo, Los Buhos (Os Corujas), não possuía nível técnico suficiente para chegar ao sucesso.
Los Shakers haviam conseguido um contrato com a Odeon argentina, e, de início também não causaram muito impacto. Tudo mudou, entretanto, com o lançamento de duas composições próprias, "Break it all" and "More".
Com o sucesso, vieram apresentações na televisão, shows e o primeiro álbum do grupo, denominado The Shakers. O grupo chegou a lançar um disco nos Estados Unidos (Break it all) e mais um na Argentina, Shakers for you. No Brasil o album "Shakers for you" teve um razoável sucesso e "Never Never" foi um hit nas paradas brasileiras. Chegaram a se apresentar em shows ao vivo na TV Record.
Todavia, o crescente número de apresentações e a insatisfação com a qualidade duvidosa das letras (em inglês) da banda acabou por cansar os integrantes do grupo. Além disso, o nascente rock argentino havia começado a gravar em espanhol, o que lhes abria um mercado consumidor muito maior do que o do público atingido pelos Shakers.
A banda tomou então a difícil decisão de mudar novamente de país e seguiu para a Espanha, onde ainda gravaram um último disco com sua formação original: La conferencia secreta del Toto's Bar, cujo título longo é uma homenagem implícita a Sgt. Pepper's Lonely Hearts Club Band dos Beatles. A gravação do disco, considerado por muitos uma obra-prima do rock psicodélico, foi conturbada e marcada por pressões da gravadora, que não considerava o produto comercialmente vendável e exigia a inclusão de mais hits. Como resultado, o grupo resolveu desfazer-se antes mesmo do lançamento do mesmo (o qual só ocorreu em 1969).
Houve ainda um último álbum, intitulado The Shakers, mas sem a presença de Hugo e Osvaldo Fattoruso, que estavam envolvidos com outros projetos.

## Discografia
Como era hábito na discografia em castelhano, os títulos em inglês são acompanhados da respectiva tradução. A exceção é Break it all, que foi lançado diretamente no mercado de língua inglesa.
- The Shakers (1965)
  - 1. Break it all (Rompan Todo)
  - 2. What love (Qué amor)
  - 3. Babe, yes, yes (Nena, sí, sí)
  - 4. Didn't go (No fuimos)
  - 5. Everyone run (Corran todos)
  - 6. I am thinking (Estoy pensando)
  - 7. It's my party (Esta es mi fiesta)
  - 8. Keep on searching (Sigue Buscando)
  - 9. For you, for me (Para tí y para mí)
  - 10. I'm running for the streets (Corro por las calles)
  - 11. The long night (La larga noche)
  - 12. Give me (Dame)
  - 13. Babe, dance shake (Nena, baila shake)
  - 14. Don't ask me love (No pidas amor)
- Break it all (1966)
  - 1. Break it all
  - 2. What a love
  - 3. Only in your eyes
  - 4. Don't ask me love
  - 5. Do not disturb
  - 6. Give me
  - 7. It's no bad
  - 8. For you, for me
  - 9. Ticket to ride
  - 10. Thinking
  - 11. Won't you please?
  - 12. Forgive me
- Shakers for you (1966)
  - 1. Never, never (Nunca, nunca)
  - 2. The boy and I (El niño y yo)
  - 3. Listen to my words (Escucha mis palabras)
  - 4. Looking for trouble (Buscando dificultades)
  - 5. Too late (Demasiado tarde)
  - 6. Let me tell you (Déjame decirte)
  - 7. Do you have any money? (Tienes algún dinero?)
  - 8. You'll find a girl (Encontrarás alguna chica)
  - 9. Smile again (Sonríe otra vez)
  - 10. Darling come back (Vuelve mi amor)
  - 11. I'll be always wait for you (Siempre te esperaré)
  - 12. I hope you like it (Espero que les guste)
- La conferencia secreta del Toto's Bar  (The Totos' Bar secret conference) (1968)
  - 1. The  Totos' Bar Secret Conference/Aunt Clementina (La conferencia secreta del Toto's Bar/Tía Clementina)
  - 2. Candombe (Candombe)
  - 3. I used to watch TV Tuesdays 36 (Acostumbro ver TV los martes 36)
  - 4. Rainbow shape (Una forma de arco iris)
  - 5. Always you (Siempre tú)
  - 6. B.B.B. Bang  (B.B.B. Bang)
  - 7. I remember my world (Yo recuerdo mi mundo)
  - 8. Oh, my friend (Oh, mi amigo)
  - 9. The pine and the rose (El pino y la rosa)
  - 10. Mr highway, the enchanted (Señor carretera, el encantado)
  - 11. Longer than "el ciruela" (the plum) (Más largo que "el ciruela")

## Filmografia
- Escala Musical (1966, Argentina)